# Дармстадт (Іллінойс)
Дармстадт (англ. Darmstadt) — переписна місцевість (CDP) в США, в окрузі Сент-Клер штату Іллінойс. Населення — 49 осіб (2020).

## Географія
Дармстадт розташований за координатами 38°19′7″ пн. ш. 89°43′45″ зх. д. / 38.31861° пн. ш. 89.72917° зх. д. (38.318739, -89.729237).  За даними Бюро перепису населення США в 2010 році переписна місцевість мала площу 0,19 км², з яких 0,19 км² — суходіл та 0,00 км² — водойми.

## Демографія
Згідно з переписом 2010 року, у переписній місцевості мешкало 68 осіб у 28 домогосподарствах у складі 21 родини. Густота населення становила 365 осіб/км².  Було 29 помешкань (156/км²).
Расовий склад населення:
| - 100,0 % — білих |

До двох чи більше рас належало 0,0 %. Частка іспаномовних становила 0,0 % від усіх жителів.
За віковим діапазоном населення розподілялося таким чином: 17,6 % — особи молодші 18 років, 58,9 % — особи у віці 18—64 років, 23,5 % — особи у віці 65 років та старші. Медіана віку мешканця становила 46,5 року. На 100 осіб жіночої статі у переписній місцевості припадало 106,1 чоловіків;  на 100 жінок у віці від 18 років та старших — 115,4 чоловіків також старших 18 років.
Цивільне працевлаштоване населення становило 0 осіб. 